# Parafia św. Jana Chrzciciela w Sochocinie
Parafia pw. Świętego Jana Chrzciciela w Sochocinie – parafia rzymskokatolicka należąca do dekanatu płońskiego północnego, diecezji płockiej, metropolii warszawskiej. Poprzednio należała do dekanatu płońskiego, diecezji płockiej, metropolii warszawskiej.
Została erygowana w 1385 roku.

## Kościół parafialny
Obecny kościół parafialny pw. św. Jana Chrzciciela wzniesiono w latach 1908–1919. Został konsekrowany 13 października 1918 roku przez bpa płockiego Antoniego Juliana Nowowiejskiego. 